# Testudo
A Testudo a hüllők (Reptilia) osztályának teknősök (Testudines) rendjébe, ezen belül a szárazföldi teknősfélék (Testudinidae) családjába tartozó nem.

## Rendszerezés
A nembe az alábbi 5 faj tartozik:
- mór teknős (Testudo graeca)
- görög teknős (Testudo hermanni)
- kirgiz teknős  vagy sztyeppi teknős  (Testudo horsfieldii)
- egyiptomi teknős (Testudo kleinmanni)
- szegélyes teknős (Testudo marginata)